# Tanacetum aucherianum
Tanacetum aucherianum — вид рослин з роду пижмо (Tanacetum) й родини айстрових (Asteraceae); ендемік східної Анатолії.

## Опис
Напівкущик сіро запушений заввишки 15–30 см. Прикореневі листки 5–12 см, 2-перисто-розсічені; первинні сегменти 10–16 парні. Стеблові листки подібні, менші. Квіткові голови поодинокі. Язичкових квіток 20–30, вони білі, 8–10 мм.

## Середовище проживання
Ендемік східної Анатолії (Туреччина).